# یوهانا رایتینگ کانرید
یوهانا رایتینگ کانرید (انگلیسی: Johanna Rytting Kaneryd؛ زادهٔ ۱۲ فوریهٔ ۱۹۹۷) بازیکن فوتبال اهل سوئد است.
از باشگاه‌هایی که در آن بازی کرده‌است می‌توان به باشگاه فوتبال روزنگرد اشاره کرد.
وی همچنین در تیم‌های ملی فوتبال Sweden women's national under-17 football team, Sweden women's national under-19 football team، و زنان سوئد بازی کرده‌است.